# Осциляції Шубникова — де Гааза
Осциляції Шубникова-де Гааза — коливання магнетоопору виродженого електронного газу при зміні магнітного поля.

## Фізична природа явища
В магнітному полі електронний спектр квантується із виникненням рівнів Ландау, положення яких залежить від магнітного поля. Електропровідність виродженого електронного газу здійснюється в основному електронами, які мають енергію, близьку до рівня хімічного потенціалу (при нульовій температурі — рівня Фермі). Густина станів зростає щоразу, коли при зміні магнітного поля рівень Ландау збігається з рівнем хімічного потенціалу.
Квантування Ландау рівнів енергії електронів у магнітному полі  {\displaystyle \mathbf {H} } приводить до осциляцій не тільки термодинамічних величин (наприклад, ефект де Гааза – ван Альфена (дГвА)), але й кінетичних коефіцієнтів, зокрема, до магнітних осциляцій компонент тензора електропровідності {\displaystyle {{\sigma }_{ik}}} ( {\displaystyle i,k=x,y,z}) – ефекту Шубникова – де Гааза (ШдГ)  (c. 264),  (с. 202). Крім осциляційної залежності, що виникає внаслідок осциляцій густини станів (аналогічно ефекту дГвА), в електропровідності з'являються осциляції, що пов'язані із впливом квантування на процеси розсіювання  (с. 203). Урахування в інтегралі зіткнень кінетичного рівняння квантування енергетичного спектра й впливу електричного поля {\displaystyle \mathbf {E} }  на енергію електрона, показало, що внесок процесів розсіювання в амплітуду осциляцій ШдГ поперечних компонент {\displaystyle {{\sigma }_{xx}},\ {{\sigma }_{yy}}} (магнітне поле спрямоване уздовж осі {\displaystyle z}) у схрещених полях ({\displaystyle \mathbf {E} \bot \mathbf {H} } ) є  визначальним .
Коливання спостерігаються в сильних магнітних полях при низьких температурах.

## Період коливань
Період осциляцій ШдГ магнітоопору збігатися з періодом дГвА коливань магнітної сприятливості:
{\displaystyle \Delta \left({\frac {1}{H}}\right)={\frac {2\pi \left|e\right|\hbar }{c{{S}_{m}}}},}
де {\displaystyle S_{m}} - площі екстремальних перетинів поверхні Фермі (ПФ)  площинами {\displaystyle {p_{H}H}=const}, де {\displaystyle p_{H}} — проєкція імпульсу електрону на напрямок магнітного поля .
Для ізотропного квадратичного закону дисперсії електронів, {\displaystyle \varepsilon ={{\mathbf {p} }^{2}}/2{{m}^{*}}} ({\displaystyle \mathbf {p} } - вектор імпульсу) період осциляцій визначається формулою:
{\displaystyle -{\frac {\Delta H}{H^{2}}}=\Delta \left({\frac {1}{H}}\right)={\frac {2\mu _{B}^{*}}{{\varepsilon }_{F}}}={\frac {e\hbar }{cm^{*}{\varepsilon }_{F}}}},
де {\displaystyle \mu _{B}^{*}} — магнетон Бора для носія заряду з врахуванням відмінності ефективної маси від маси електрона {\displaystyle m^{*}}, e — заряд електрона, {\displaystyle \hbar } — зведена стала Планка, c — швидкість світла, {\displaystyle {{\varepsilon }_{F}}} — енергія Фермі.

## Історія відкриття
Осциляції були відкриті в 1930 році Вандером де Гаазом із Нідерландів і Левом Васильовичем Шубниковим для вісмуту з малою концентрацією домішок.

## Використання
Змінюючи напрямок і напруженість магнітного поля та досліджуючи коливання ШдГ, можна визначити всі екстремальні перетини ПФ, що є важливою інформацію щодо закону дисперсії електронів провідності. У випадку опуклої ПФ цього достатньо для повної відбудови ПФ .
З появою МДН- транзисторів на початку 60-х років цей ефект отримав надзвичайне поширення при дослідженні поведінки двовимірного електронного газу в сильних магнітних полях при гелієвих температурах. В 70-х роках цей ефект почали широко досліджувати на гетероструктурах. З кінця 70-х розпочалася епоха досліджень квантового ефекту Холла, а з початку 90-х — епоха досліджень квантової антиточки. Починаючи з 2004 року, після відкриття графену, метод осциляції Шубникова-де Гааза інтенсивно використовуються для вивчення зонної структури цього новітнього матеріалу.